# ناحیه نوروود، میشیگان
ناحیه نوروود (به انگلیسی: Norwood Township) یک منطقهٔ مسکونی در ایالات متحده آمریکا است که در شهرستان شارلووی، میشیگان واقع شده‌است.
 ناحیه نوروود  ۷۲۳ نفر جمعیت دارد و ۲۱۴ متر بالاتر از سطح دریا واقع شده‌است.